# القوة-كيو
القوة-كيو (بالإنجليزية: Q-Force)‏ هو مسلسل رسوم متحركة أمريكي قادم،المسلسل من بطولة شون هايز،غاري كول،ديفيد هاربر،لوري ميتكاف وواندا سايكس.
من المقرر عرض المسلسل على نتفليكس يوم 2 سبتمبر 2021.